# Рудолф Вегшајдер
Рудолф Вегшајдер (Велики Бечкерек, 8. октобар 1859 — Беч, 8. јануар 1959) био је аустријски хемичар.

## Биографија
Рођен 1859. године у Великом Бечкереку у породици банатских Немаца. Гимназију је похађао у Салцбургу и Линцу, а студирао хемију на бечком универзитету, где је и докторирао. На истом универзитету је био и професор, а од 1902. до 1931. године је био шеф одсека за хемију. Био је председник Аустријског хемичарског друштва и члан многих научних институција и академија.
Преминуо је 1935. године у Бечу.